# Dipoena keumunensis
Espèce
Dipoena keumunensis est une espèce d'araignées aranéomorphes de la famille des Theridiidae.

## Distribution
Cette espèce est endémique de Corée du Sud.

## Étymologie
Son nom d'espèce, composé de keumun et du suffixe latin -ensis, « qui vit dans, qui habite », lui a été donné en référence au lieu de sa découverte.

## Publication originale
- Paik, 1996 : Korean spider of the genus Dipoena (Araneae: Theridiidae) II. Description of two new species. Korean Arachnology, vol. 12, no 2, p. 41-46.